# Swype
A Swype érintőképernyők esetén alkalmazott adatbeviteli módszer, amelyet a Swype Inc. fejlesztett ki. A Swype első alkalommal a Samsung Omnia II (Windows Mobile) telefonon jelent meg a kereskedelmi forgalomban.

## Kialakítás
A Swype segítségével a felhasználó úgy írhat le egész szavakat, hogy az ujját vagy a tollat betűről betűre húzza, és csak a szavak között emeli föl. A szoftver hibajavító algoritmusok és egy nyelvi modell segítségével találja ki, hogy a felhasználó melyik szóra gondol. Ugyanezen interfészben a program tartalmaz egy érintés-érzékeny prediktív szöveg rendszert is. 
A Swype-ot a hagyományos QWERTY billentyűzettel ellátott érintőképernyős eszközökhöz fejlesztették ki. A szoftver memóriaigénye kevesebb mint egy megabyte, a legtöbb esetben 500-900 kilobyte a Windows Mobile operációs rendszert futtató eszközökön. 

## Főbb összetevők
A Swype három fő összetevőből áll, amelyek nagyban hozzájárulnak pontosságához és gyorsaságához: egy beviteli út elemző, egy szókereső motor a kapcsolódó adatbázissal és a gyártó által testre szabható interfész.

## Gyorsaság
A Swype létrehozóinak becslése szerint a felhasználók akár több mint 50 szó per perc beviteli sebességet is elérhetnek, és példának hozzák a vállalat alapítóját és Műszaki Vezérigazgatóját, Cliff Kushlert, aki saját bevallása szerint percenként 55 szót tud beírni a program segítségével. 2010. március 22-én egy 35,54 másodperces új Guinness rekord született az érintőképernyős mobiltelefonnal írt szöveges üzenet kategóriában a Swype használatával egy Samsung Omnia II készüléken, amelyet már ugyanezen év augusztus 22-én megdöntöttek 25,94 másodperces értékkel egy Samsung Galaxy S telefonnal. A világbajnok szöveges üzenet 26 szóból állt és 25,94 másodperc alatt készült el, ami percenként 60 szó sebességet jelent.

## Nyelvek
A Swype jelenleg angol, spanyol, német, olasz, francia és orosz nyelven érhető el; ugyanakkor a gyártó állítása szerint ugyanezen algoritmusok alkalmazhatók a világ szinte bármelyik nyelvére. 

## Elérhetőség
A Swype jelenleg a Motorola CLIQ, a Motorola CLIQ XT, a T-Mobile MyTouch 3G 3.5 mm Jack és myTouch Slide 3G telefonokon érhető el (utóbbi kettő a T-Mobile USA terméke). A Samsung által gyártott és a Verizon Wireless által forgalmazott Omnia II mobiltelefonon is megtalálható a program. A szoftver gyártója, a Swype, Inc. további mobilkészülék-gyártóknak is tervezi a szoftver értékesítését, és a program széles körű elterjedésére számít az érintőképernyős mobil készülékek piacán. 2010. június 16-án a Swype nyilvános bétaverziót tett közzé az Android operációs rendszerhez. A Samsung Galaxy S, a Motorola Droid X és a Motorola Droid 2 Android-alapú okostelefonokra gyárilag telepítik a Swype programot. Ezen kívül a béta verzió elérhető a Symbian platform S60 5. kiadását használó eszközökhöz, azaz a Nokia 5800 Xpressmusic, Nokia 5230, Nokia N97 (eredeti és mini), és a Nokia X6 telefonokhoz.

## Versenytársak
Koncepcióját tekintve a Swype hasonló a SlideIT és a ShapeWriter szoftverekhez. Kapcsolódik továbbá a kézírás-felismerő programokhoz is abban az értelemben, hogy a felhasználó a kijelzőre rajzol, ugyanakkor a kézírás-felismerés esetén a felhasználók az egyes karaktereket, és nem a szavakat írják le. A Touchtype Ltd. 2010 júliusában tette közzé a Swiftkey nevű ingyenes Android béta alkalmazást. Ez egy olyan prediktív szövegfelismerő rendszer, amely a kijelzőn megérintett billentyűk alapján megtanulja a felhasználó preferenciáit.

## Fordítás
- Ez a szócikk részben vagy egészben  a   Swype című angol Wikipédia-szócikk fordításán alapul.  Az eredeti cikk szerkesztőit annak laptörténete sorolja fel. Ez a jelzés csupán a megfogalmazás eredetét és a szerzői jogokat jelzi, nem szolgál a cikkben szereplő információk forrásmegjelöléseként.